# Капитанова, Даниэла
Даниэла Капитанова (словац. Daniela Kapitáňová, 30 июля 1956, Комарно) — словацкая писательница.

## Биография
Окончила факультет кино и телевидения Пражской академии искусств. Работала в театральном журнале Талия в Кошице. Дебютировала в 1996 двумя новеллами в коллективном сборнике. Её изданная под псевдонимом «Книга о кладбище» (2000) приобрела широкую известность в стране и за рубежом: британская газета The Guardian отметила её блестящий перевод среди книг года и назвала «смесью Айрис Мердок и Рассела Хобана» ().

## Книги
- 2000 — Samko Tále — Kniha o cintoríne, повесть (под псевдонимом Samko Tále, переведена на английский, французский, немецкий, шведский, чешский, арабский языки)
- 2005 — Nech to zostane v rodine, детективный роман, финалист премии Анасофт литера
- 2007 — Vražda v Slopnej, сб. детективных рассказов